# Alexandros Nikolaidīs (cestista)
Alexandros Nikolaidīs (in greco Αλέξανδρος Νικολαΐδης?; 21 agosto 2002) è un cestista greco.

## Biografia
È il figlio dell'allenatore ed ex cestista Sōtīrīs Nikolaidīs.

## Carriera

### Nazionale
Nel 2022 ha disputato, con la Grecia under 20, gli Europei di categoria.